# Wang Ximeng
Wang Ximeng (på kinesiska:王希孟), född 1096, död 1119, var en kinesisk konstnär under Songdynastin. Betraktad som ett underbarn, tillhör Ximeng en av de kändaste konstnärerna under Songdynastin. Han fick gå som lärling hos Kejsare Huizong av Song. Han dog endast 23 år gammal.